# Óriás weták
Az óriás weták (Deinacrida) a rovarok (Insecta) osztályának egyenesszárnyúak (Orthoptera) rendjébe, ezen belül az Anostostomatidae családjába tartozó nem.

## Tudnivalók
Az óriás weták Új-Zéland két fő szigetén és néhány kisebb szigeten fordulnak elő. A legnagyobb méretű és testtömegű rovarok egyike. A legnagyobb példányok, láb és csáp nélkül is, 10 centiméter hosszúak; testtömegük általában 35 gramm. Egy fogságban tartott nőstény, körülbelül 70 grammot nyomott; ezzel az egyik valaha lemért legnehezebb rovar lett - nehezebb, mint egy átlagos házi veréb (Passer domesticus). Ez a példány, azonban azért volt olyan nehéz, mert még nem párosodott és teli volt tojásokkal. E rovarnem típusfaja és egyben legnagyobb faja is, a Kis-Barrier-szigeti weta, mely 75 milliméter hosszú és 9-35 grammos. 2011-ben egy Kis-Barrier-szigeti weta példány 71 grammot nyomott.
E fajokat a fő szigetekről, majdnem teljesen kipusztították a betelepített emlősök, emiatt a környező kisebb szigetekre szorultak vissza. A természetes élőhelyükön főleg magányosak és visszahúzódott természetűek.
A tudományos taxonnevük, a Deinacrida a görög nyelvből származik és „ádáz sáska” vagy „félelmetes sáska”.

## Rendszerezés
A nembe az alábbi 11 faj tartozik:
- Deinacrida carinata Salmon, 1950
- Deinacrida connectens (Ander, 1939)
- Deinacrida elegans Gibbs, 1999
- Knights óriás weta (Deinacrida fallai) Salmon, 1950
- Kis-Barrier-szigeti weta (Deinacrida heteracantha) White, 1842 - típusfaj
- Deinacrida mahoenui Gibbs, 1999
- Deinacrida parva Buller, 1895
- Deinacrida pluvialis Gibbs, 1999
- Deinacrida rugosa Buller, 1871
- Deinacrida talpa Gibbs, 1999
- Deinacrida tibiospina Salmon, 1950

## Fordítás
- Ez a szócikk részben vagy egészben  a   Giant weta című angol Wikipédia-szócikk ezen változatának fordításán alapul.  Az eredeti cikk szerkesztőit annak laptörténete sorolja fel. Ez a jelzés csupán a megfogalmazás eredetét és a szerzői jogokat jelzi, nem szolgál a cikkben szereplő információk forrásmegjelöléseként.